# Speiseinsekt

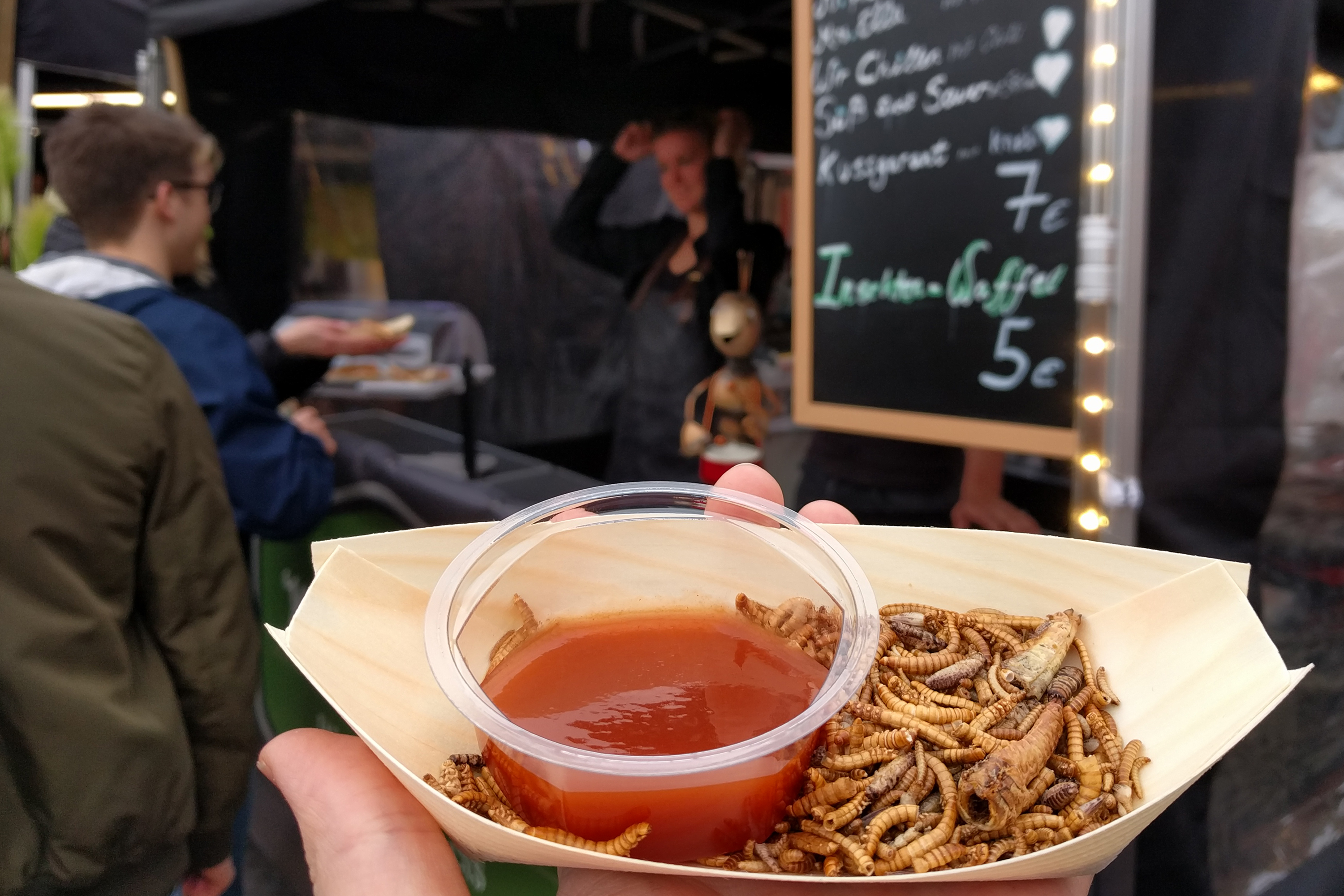
Ganze, zubereitete Speiseinsekten auf einem Streetfood-Markt in Deutschland

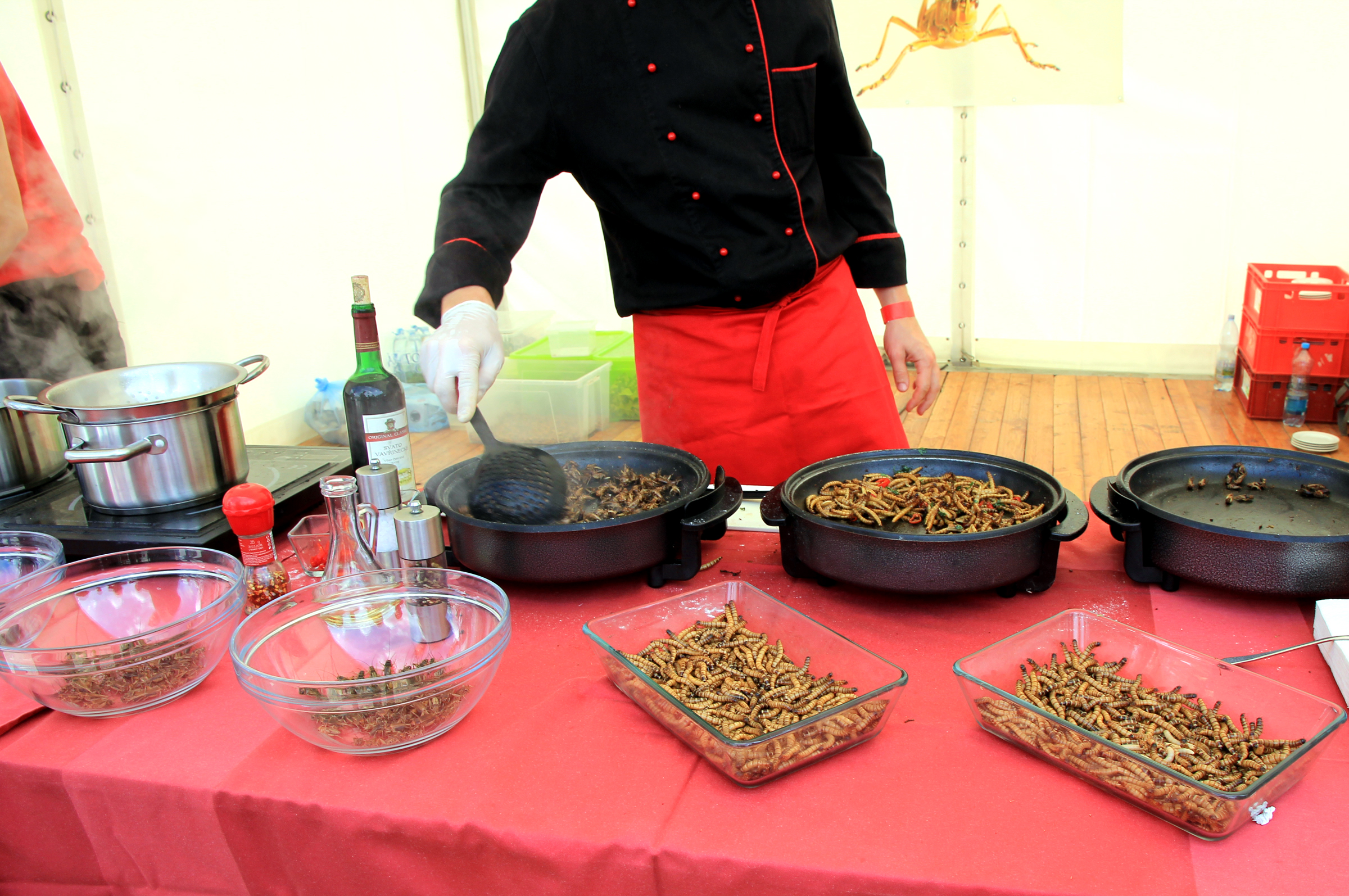
Zubereitung von Insekten als Street Food auf der Troja Foodparade 2015 in Prag

Speiseinsekten sind für den menschlichen Konsum geeignete oder – in engerem, rechtlichem Sinn – als Lebensmittel zugelassene Insekten.
Der Verzehr von Insekten wird fachsprachlich insgesamt als Entomophagie bezeichnet, der menschliche Verzehr von Speiseinsekten genauer als Anthropo-Entomophagie.

## Essbare Insektenarten

Verteilung von essbaren Insekten (Speiseinsekten) sowie essbaren Spinnen nach Gruppen (Fleischatlas 2018).

In einer Liste essbarer Insektenarten verzeichnen Wissenschaftler der Universität Wageningen aktuell 2111 essbare Insektenspezies.
Etwa 80 Prozent der von Menschen weltweit verzehrten Insektenarten gehören zu den Käfern (Coleoptera), Hautflüglern (Hymenoptera), Heuschrecken (Orthoptera) oder Schmetterlingen (Lepidoptera).

## Verzehr von Insekten

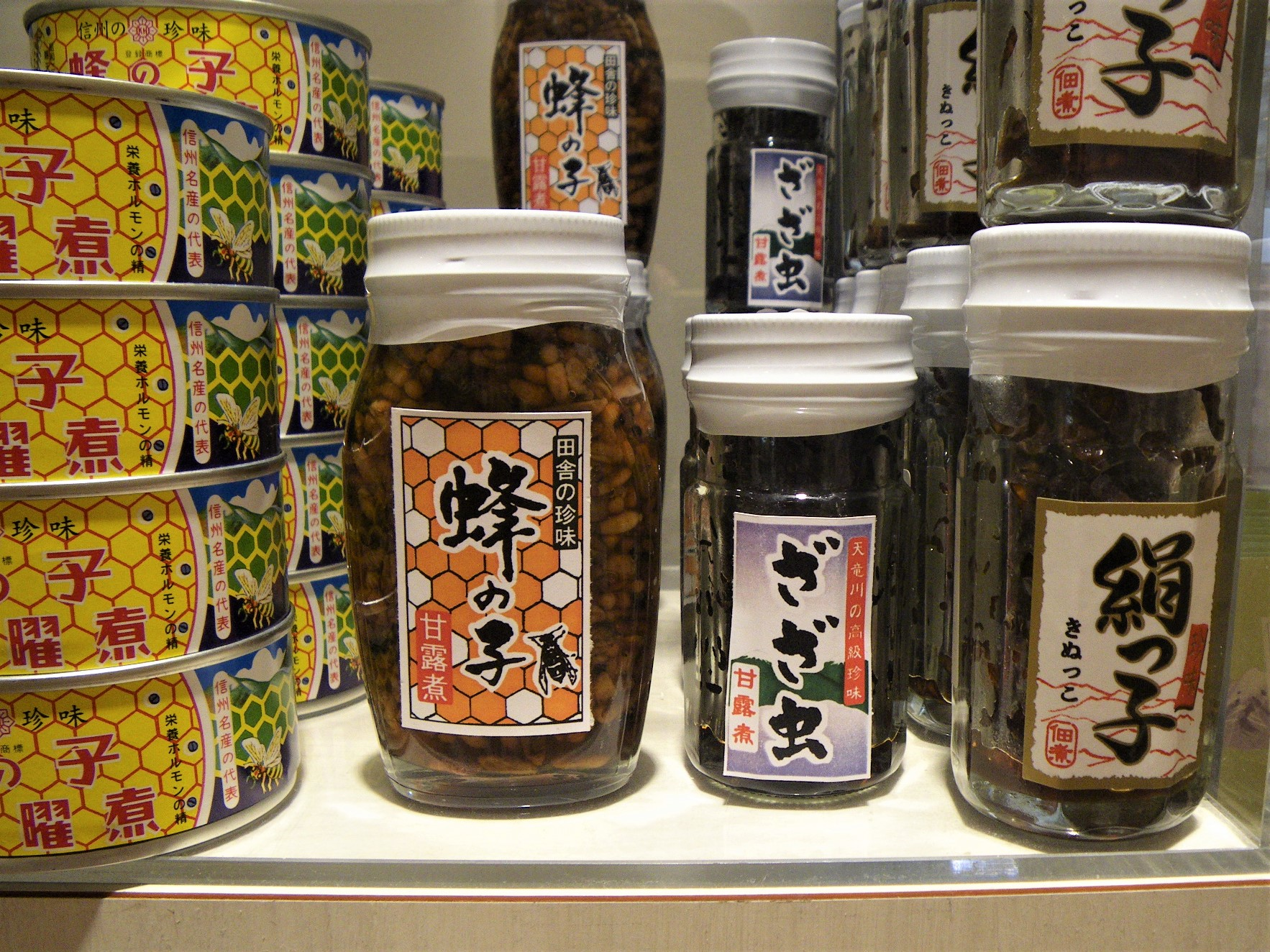
Zum Angebot in der japanischen Präfektur Nagano zählen Wespenlarven, Wespenpuppen, Köcherfliegenlarven und Puppen des Seidenspinners

Der Verzehr von Insekten ist in vielen Teilen der Welt völlig normal. Insekten wurden dort schon immer als Nahrung genutzt, kulturell bedingt gab es daher weniger Vorbehalte und entsprechend weniger Auflagen als bei der Einführung als neues Lebensmittel in Ländern Europas. Das Angebot ist dementsprechend in anderen Regionen deutlich umfangreicher und vielfältiger, zumal die Insekten auch lebend verkauft oder direkt an Straßenständen zubereitet werden dürfen.

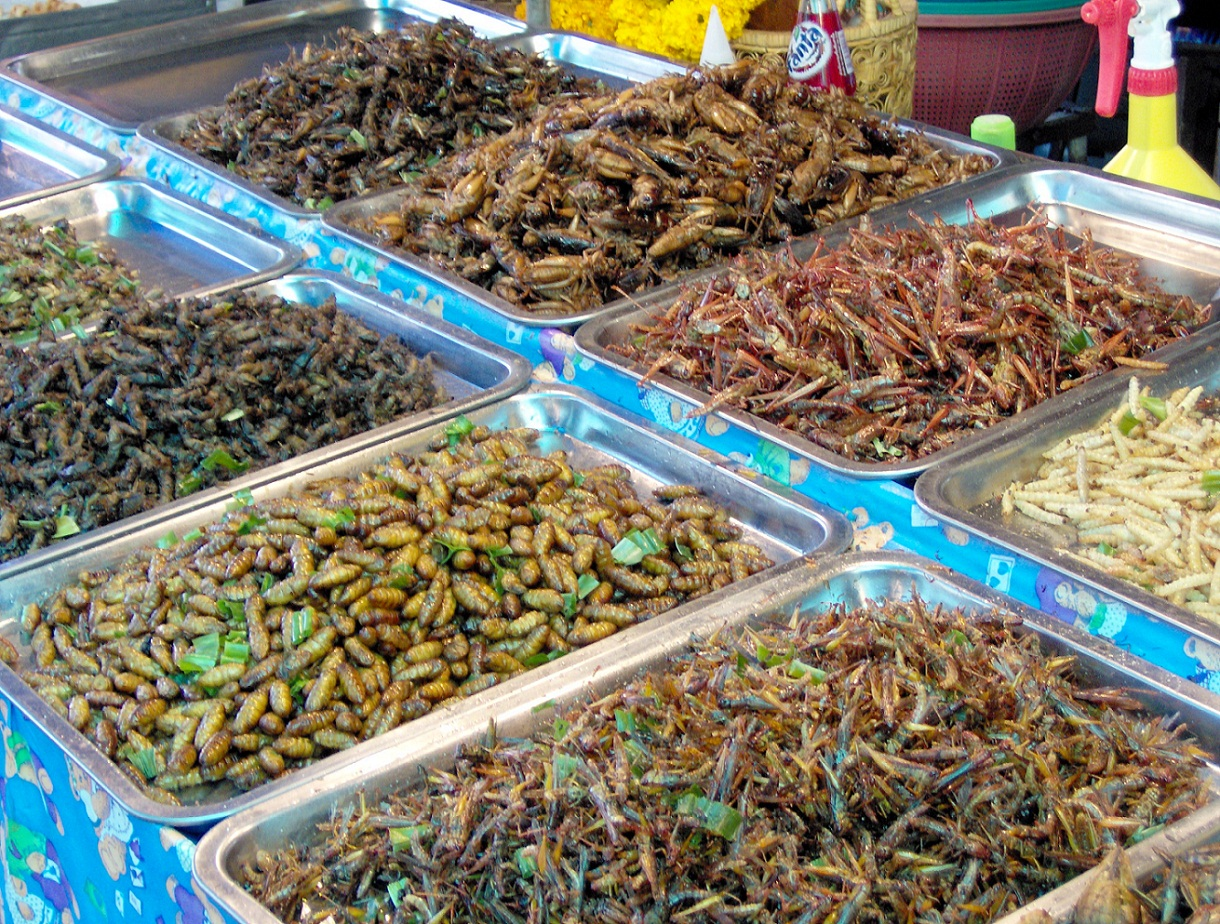
Marktstand mit Speiseinsekten in Thailand

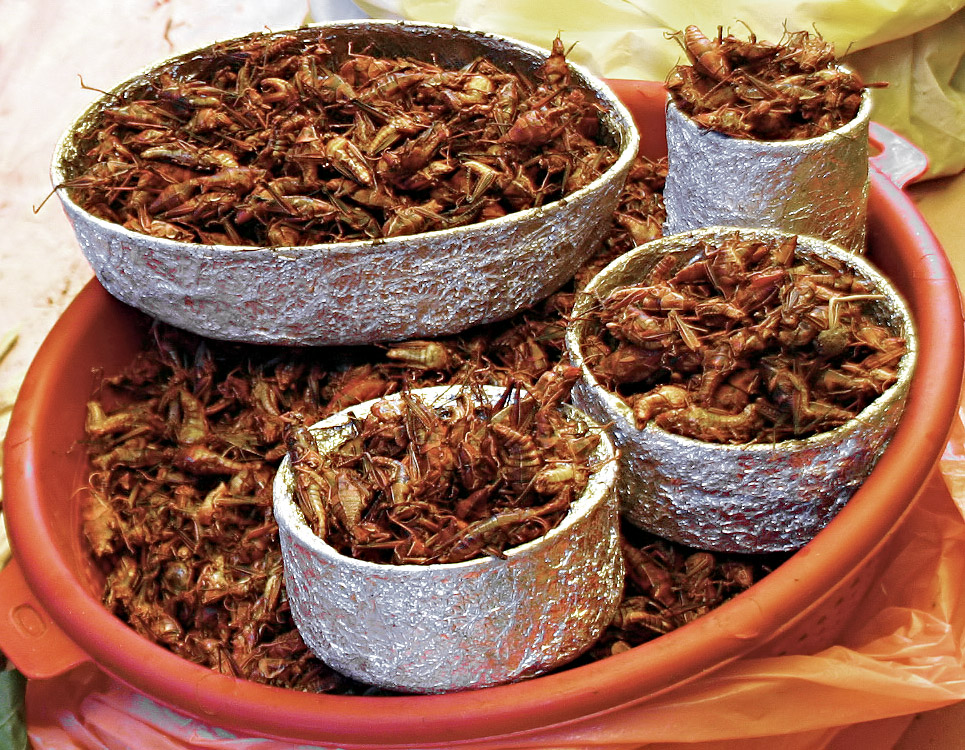
Frisch geröstete Grillen auf einem Markt in Mexiko

Nach Angaben der Ernährungs- und Landwirtschaftsorganisation der Vereinten Nationen gibt es mehrere Gründe, die für eine Ernährung sprechen, die zum Teil aus Insekten besteht: Sie sind reich an Protein, sie sind leichter zu züchten als andere Nutztiere und sie weisen eine deutlich günstigere Klimabilanz auf als andere tierische Produkte. Somit könnten sie, bei einem weiteren Anstieg der Weltbevölkerung, einen Beitrag gegen Unter- und Mangelernährung in einigen Regionen der Welt leisten.

## Als Lebensmittel zugelassene Insektenarten

### Europäische Union
Die Europäische Kommission hat gemäß Novel-Food-Verordnung folgende Insekten als Lebensmittel für den menschlichen Verzehr zugelassen:
- Mehlwürmer (Tenebrio molitor im Larvenstadium), getrocknet.
Die Zulassung erfolgte mit der Durchführungsverordnung 2021/882 der Kommission vom 1. Juni 2021.[4] Vorausgegangen war ein dreijähriger Zulassungsprozess.[5] Im Januar 2025 folgte mit der Durchführungsverordnung 2025/89 die Zulassung von UV-behandeltem Pulver aus Mehlkäferlarven.[6]
- Europäische Wanderheuschrecke (Locusta migratoria), gefroren, getrocknet oder pulverförmig.
Die Zulassung erfolgte mit der Durchführungsverordnung 2021/1975 der Kommission vom 12. November 2021.[7]
- Hausgrille (Acheta domesticus), gefroren, getrocknet oder pulverförmig (mit Durchführungsverordnung 2022/188 der Kommission vom 10. Februar 2022[8][9]) sowie als teilweise entfettetes Pulver (mit Durchführungsverordnung 2023/5 der Kommission vom 3. Januar 2023[10]).
- Glänzendschwarzer Getreideschimmelkäfer (Alphitobius diaperinus) im Larvenstadium, in gefrorener, pastenartiger, getrockneter und gemahlener Form. 
Die Zulassung erfolgte mit der Durchführungsverordnung 2023/58 der Kommission vom 5. Januar 2023.[11]

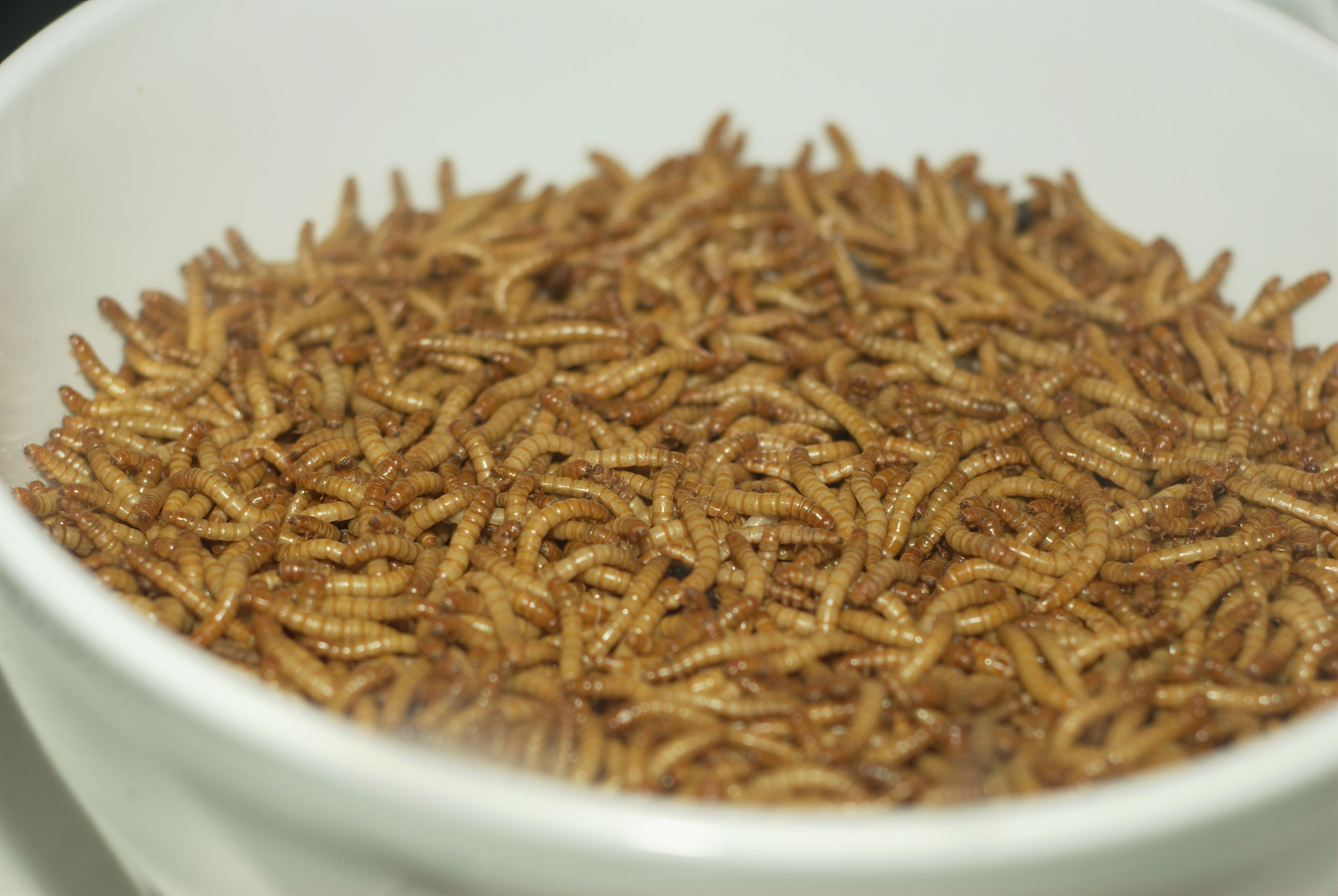
Mehlwürmer (Tenebrio molitor)
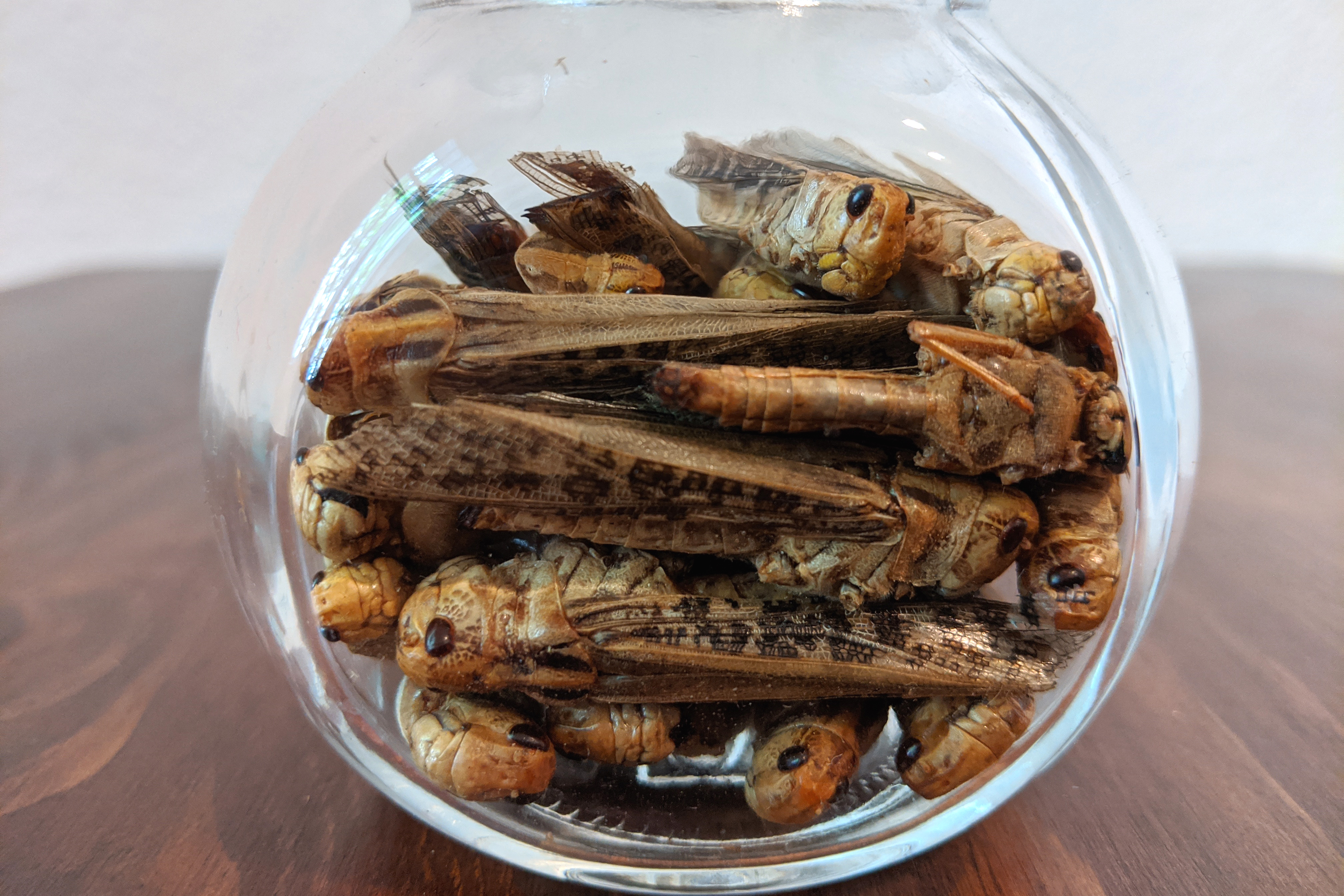
Wanderheuschrecken (Locusta migratoria)
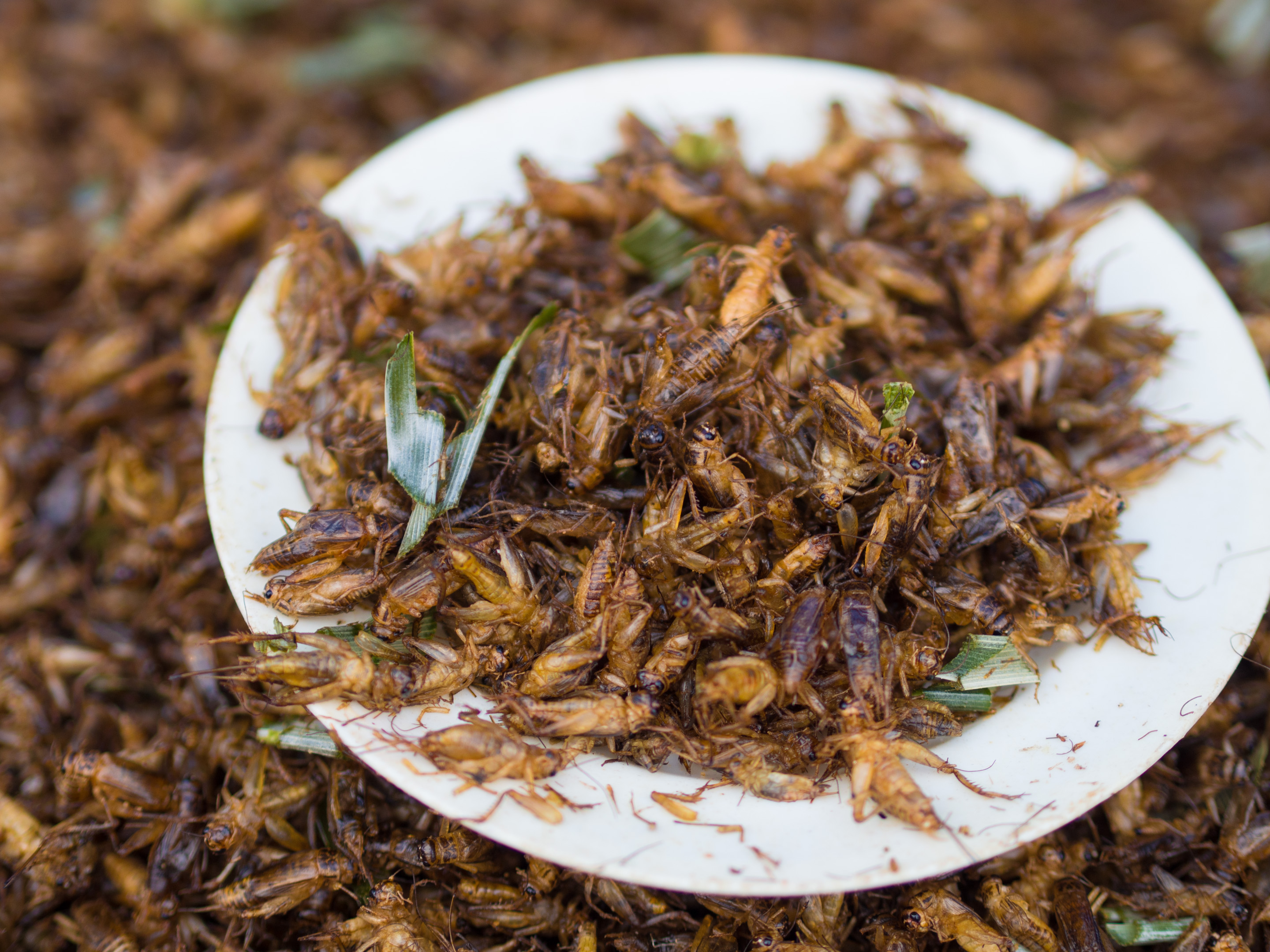
Hausgrillen (Acheta domesticus)
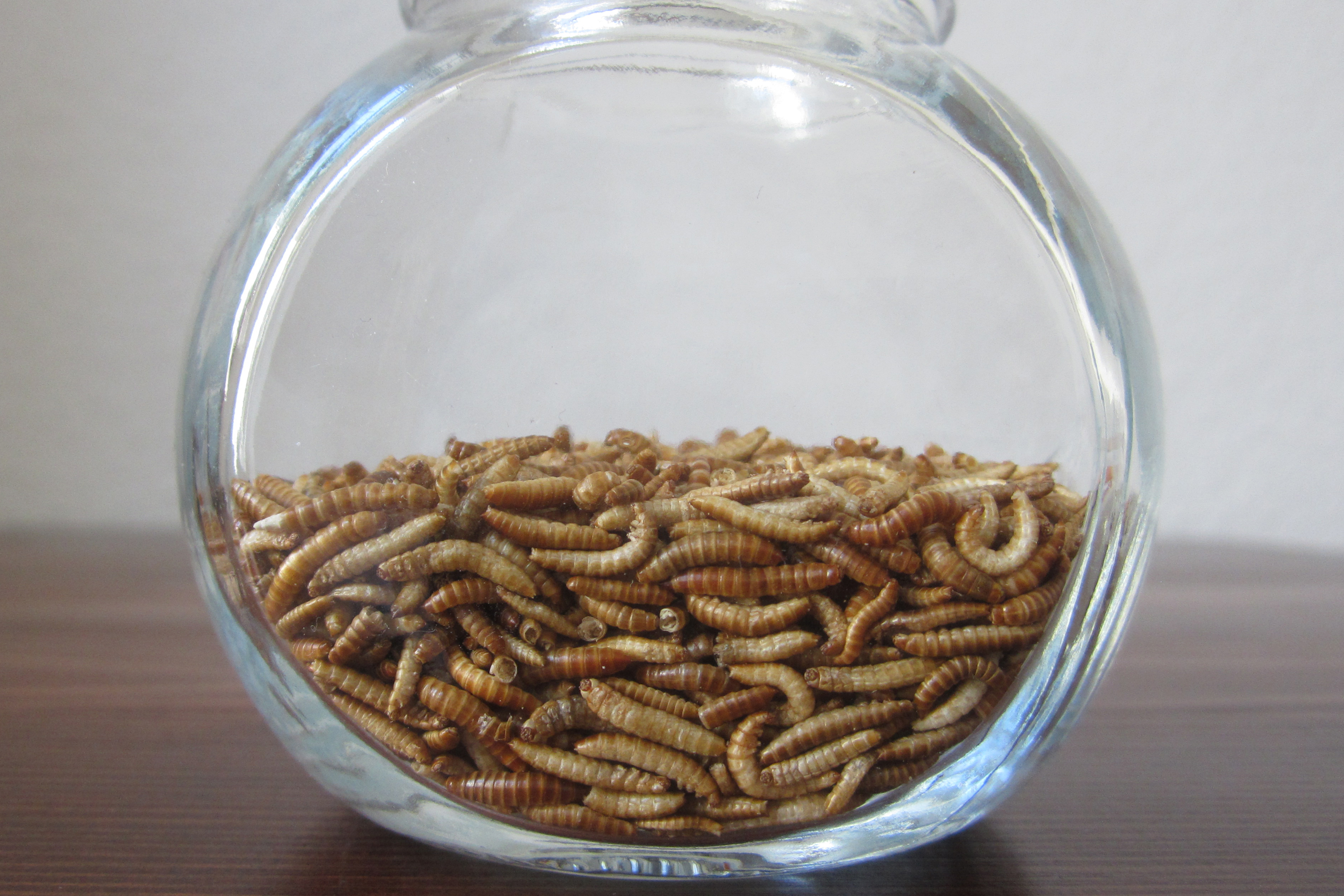
Glänzendschwarzer Getreideschimmelkäfer (Alphitobius diaperinus) im Larvenstadium

Daneben ist Echtes Karmin, ein aus der Cochenilleschildlaus (Dactylopius coccus) gewonnener roter Farbstoff, EU-weit als Lebensmittelzusatzstoff E 120 zugelassen. Zur einheitlichen Regelung kam es mit der Verordnung (EG) Nr. 1333/2008, die am 20. Januar 2009 in Kraft trat. Es darf für Konserven von roten Früchten, Käse, Fischrogen-Imitate, Maronenkrem, Brotaufstriche aus Obst und Gemüse, Frühstücksgetreidekost, Wurst und Fleischzubereitungen, Fisch und Krebstiere, Fisch- und Krebstierpaste und aromatisierte Getränke verwendet werden. In Deutschland war Karminsäure bereits seit 1959 zugelassen.

### Schweiz
In der Schweiz sind seit 1. Mai 2017 mit der Revision der Lebensmittelverordnung folgende Insektenarten als Lebensmittel zugelassen:
- Mehlwürmer (Tenebrio molitor im Larvenstadium)
- Europäische Wanderheuschrecke (Locusta migratoria)
- Hausgrille (Acheta domesticus)

Diese dürfen damit unter bestimmten Voraussetzungen als ganze Tiere, zerkleinert oder gemahlen an Verbraucher abgegeben werden.

## Religiöse Speisegesetze zu Insekten und Verbote
Nach den jüdischen Speisegesetzen sind Insekten aller Art treife, d. h. für den Verzehr verboten. In der Tora werden die vier Heuschreckenarten Arbe, Solom, Chargol und Chagav als Ausnahme genannt (Lev 11,22-23 ). Allerdings können diese Arten heute nicht mehr eindeutig identifiziert werden, weshalb Rabbiner in den meisten Strömungen des Judentums von dem Verzehr aller Heuschreckenarten abraten. Bei den Sefarden gelten Wanderheuschrecken (Arben) jedoch als kosher, also für den Verzehr erlaubt.
Im Islam gibt es verschiedene Ansichten darüber, ob und welche Insekten erlaubt sind. Heuschrecken werden meist als Halāl angesehen, weil sie im Koran als Lebensmittel genannt werden. Die Verwendung anderer Insekten als Lebensmittel werden von vielen islamischen Gelehrten hingegen abgelehnt.
Das Emirat Katar erteilte am 3. Februar 2023 ein Verbot von Lebensmitteln mit Insektenbestandteilen, da diese nicht den islamischen Vorgaben für Lebensmittel entsprechen.

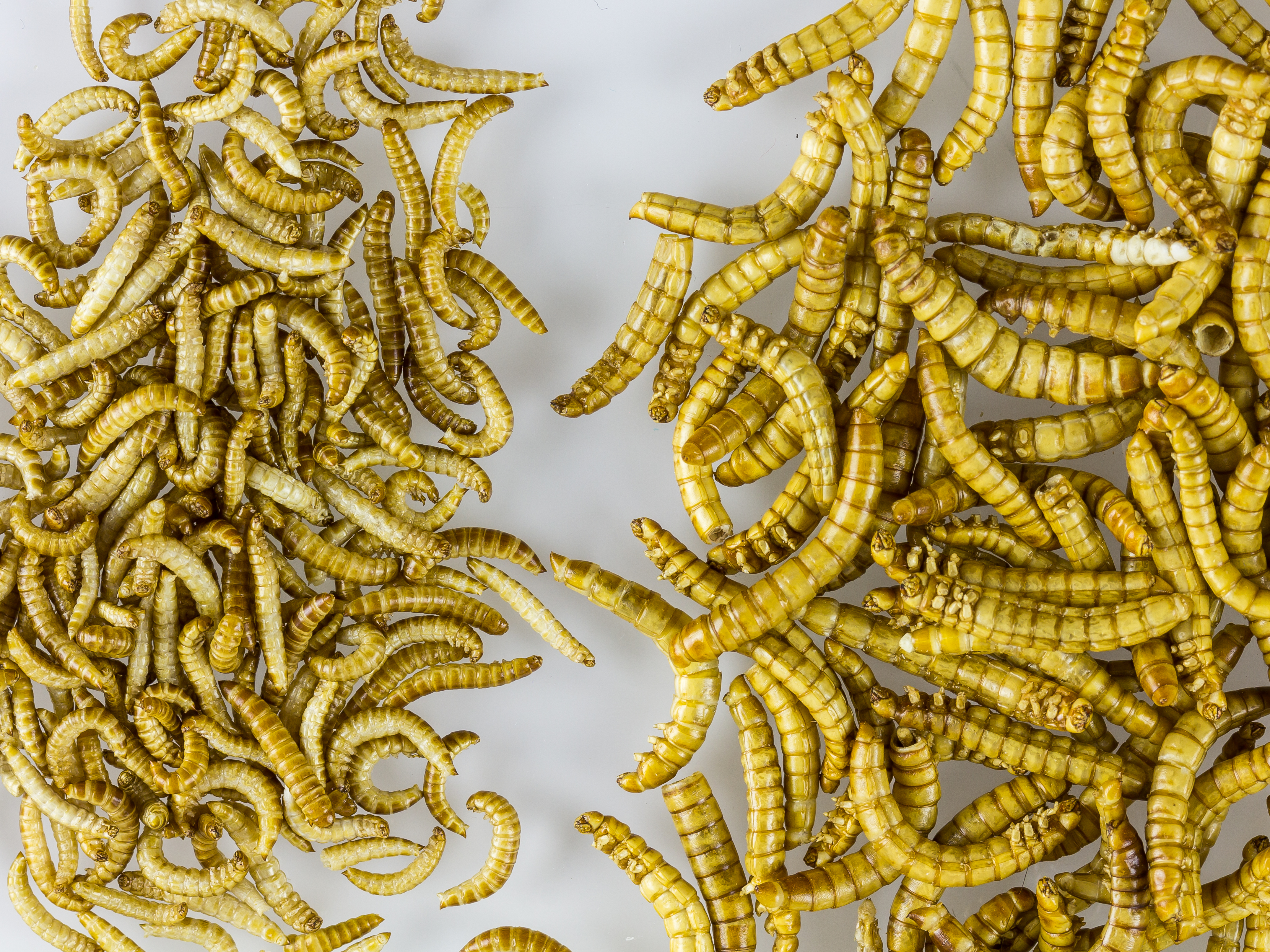
Getrocknete Mehlkäfer- (Tenebrio molitor) und Schimmelkäferlarven (hier: Alphitobius laevigatus, der nur als Futterinsekt gezüchtet wird)

## Kennzeichnungspflicht
Anders als oft behauptet, darf Insektenmehl nicht einfach untergemischt werden. Wird Insektenpulver als Zutat eingesetzt, muss dessen Verwendung klar und deutlich gekennzeichnet werden. So lautet die gesetzlich vorgeschriebene Bezeichnung für den Einsatz der Getreideschimmelkäferlarve, je nach Form: „Gefrorene Larven/Paste aus Larven von Alphitobius diaperinus (Getreideschimmelkäfer)“ oder „Getrocknete Larven/Pulver aus Larven von Alphitobius diaperinus (Getreideschimmelkäfer)“. Bisher haben die Verbraucherzentralen noch von keinem einzigen Fall berichtet, in dem Insekten „heimlich“ Lebensmitteln beigemischt wurden.

## Nährwert
Insekten bestehen zu großen Teilen aus Proteinen mit allen essentiellen Aminosäuren und enthalten (unlösliche) Ballaststoffe in Form des Polysaccharides Chitin und des proteinbasierten Sklerotins. Sie sind arm an Kohlenhydraten und nur wenige Arten besitzen ausgedehnte Fettkörper.
Der mittlere Energiegehalt (Trockenmasse) von Insekten liegt bei 1926 kJ pro 100 g (460 kcal pro 100 g). Der Energiewert, bezogen auf die Frischmasse, ist damit mit dem von Fleisch (von Säugetieren und Vögeln) vergleichbar. Der Fettgehalt von Speiseinsekten liegt durchschnittlich zwischen 13 und 33 Prozent, bezogen auf die Trockenmasse. Speiseinsekten sind als Eiweißquelle ebenso verwertbar wie andere tierische Lebensmittel von Säugetieren, Vögeln oder Speisefischen. Es ist daher naheliegend, dass die FAO sie als hochwertige Nahrungsquelle empfiehlt. Der durchschnittliche Eiweißgehalt essbarer Insekten liegt zwischen 35 und 61 Prozent, bezogen auf die Trockenmasse. Einige Vertreter der Grashüpfer, Heuschrecken und Grillen können bis zu 77 Prozent Eiweiß enthalten.
Nährwerte von in einzelnen europäischen Ländern zugelassenen und in verarbeiteten Produkten verwendeten Speiseinsekten im Vergleich bietet die folgende Tabelle (zum Vergleich: 100 g Rinderhack enthalten 27,6 g Eiweiß, 12,2 g Fett und 975 kJ Brennwert):
| Nährwert pro 100 g               | Mehlwürmer (Tenebrio molitor) im Larvenstadium | Buffalowürmer (Alphitobius diaperinus) | Grillen (Acheta domesticus) | Wanderheuschrecken (Locusta migratoria) |
| -------------------------------- | ---------------------------------------------- | -------------------------------------- | --------------------------- | --------------------------------------- |
| Brennwert                        | 550 kcal/2303 kJ                               | 484 kcal/2027 kJ                       | 458 kcal/1918 kJ            | 559 kcal/2341 kJ                        |
| Fett davon gesättigte Fettsäuren | 037,20 g 09 0 g                                | 024,70 g 08 0 g                        | 018,50 g 07 0 g             | 038,10 g 013,10 g                       |
| Kohlenhydrate davon Zucker       | 05,40 g 0 g                                    | 06,70 g 0 g                            | 0 g 0 g                     | 01,10 g 0 g                             |
| Eiweiß                           | 045,10 g                                       | 056,20 g                               | 069,10 g                    | 048,20 g                                |
| Salz                             | 00,37 g                                        | 00,38 g                                | 01,03 g                     | 00,43 g                                 |

Speiseinsekten enthalten, abhängig von Spezies, Alter und Futter, zudem Mikronährstoffe wie Kupfer, Eisen, Magnesium, Mangan, Phosphor, Selen und Zink sowie die Vitamine Riboflavin, Pantothensäure und Biotin. Bestimmte Käfer, Heuschrecken und Grillen enthalten zudem reichlich Folsäure. Wie auch andere Lebensmittel tierischer Herkunft sind Speiseinsekten eine Quelle für Cobalamin.

## Produkte aus Speiseinsekten
Folgende verarbeitete Produkte werden in der EU von verschiedenen Herstellern produziert und teilweise im Lebensmitteleinzelhandel in Deutschland angeboten:
- Insektenburger: Hamburger-Bratlinge aus Insektenmehl (meist Würmer oder Grillen) und weiteren Zutaten.[29][30]
- Insektenriegel: Fitness- bzw. Eiweißriegel aus gemahlenen Insekten (meist Grillen).[31]
- Insektennudeln: Pasta aus Weizenmehl, die mit Insektenmehl angereichert ist (Grillen oder Mehlwürmer).[32]
- Insektenbrot (Finnisch Sirkkaleipä): Mit Insektenmehl gebackenes Brot (meist Grillen).[33][34]

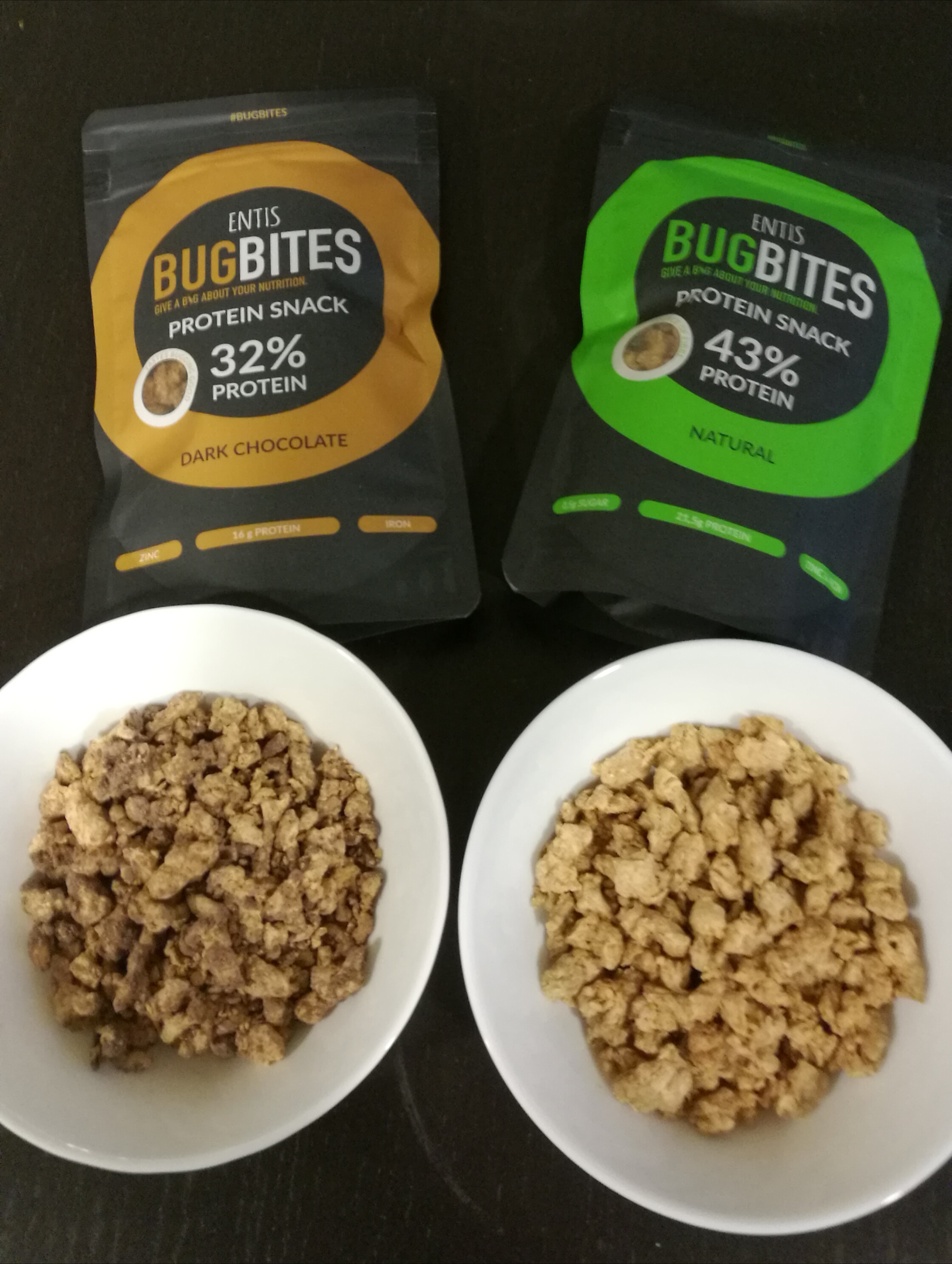
Insekten-Snackhappen (Bites) aus Grillenmehl
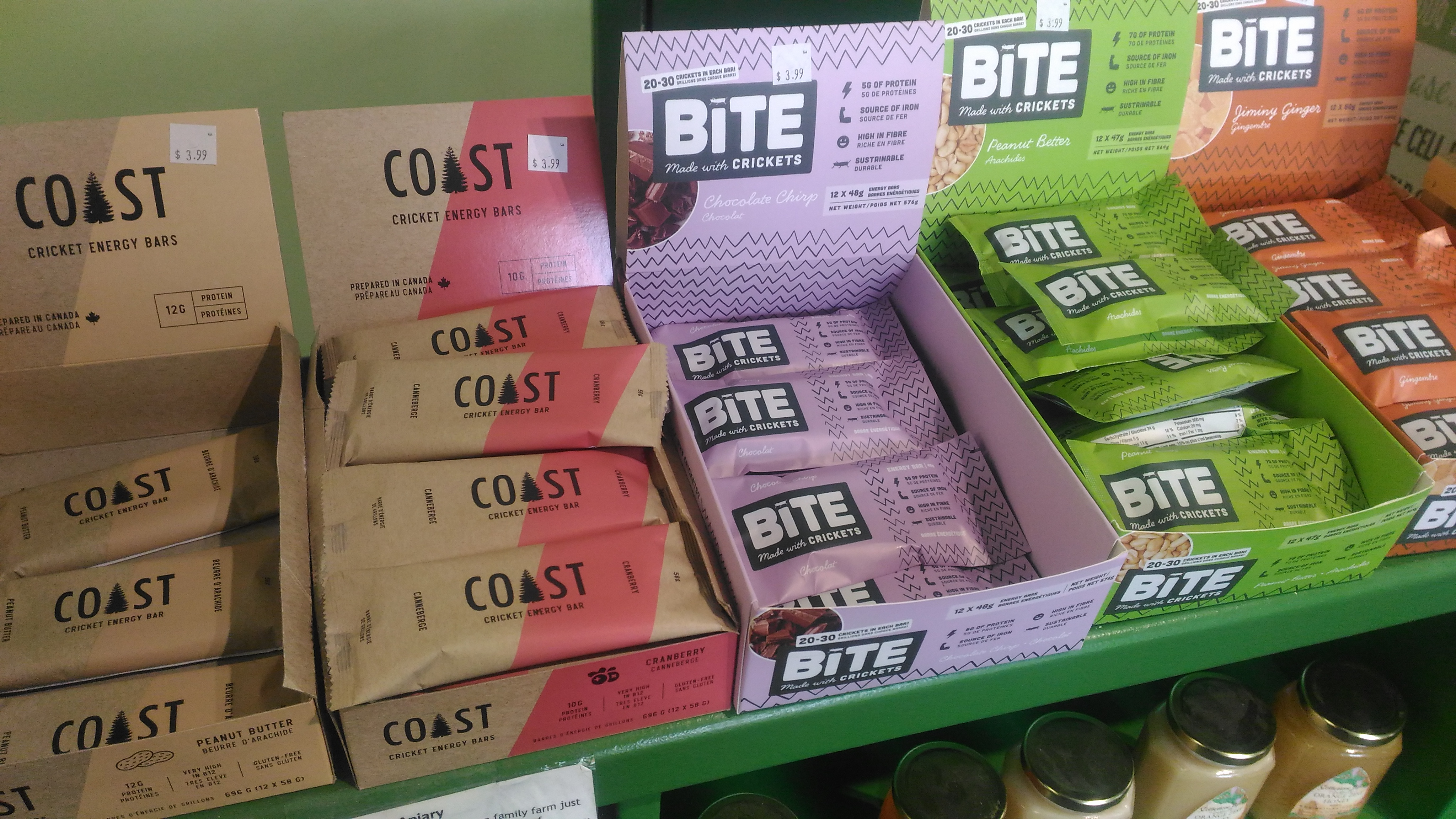
Insektenriegel mit Grillenmehl

Seit dem Jahr 2018 befinden sich erste Lebensmittel-Produkte aus Speiseinsekten auf dem deutschen Markt: Als erster deutscher Supermarkt bot ein Tochter-Unternehmen der Metro AG im März 2018 Nudeln aus Insekten (Mehlwürmern) an. Der erste deutsche Einzelhändler mit einem Hamburger-Bratling aus Insekten (Buffalowürmern) im Angebot war die Rewe Group im April 2018. Im Juli 2018 nahm Bio Company den ersten Bio-Insektenriegel mit Insektenmehl aus bio-zertifizierten Heimchen ins Sortiment auf.

## Sicherheit und Zulassung

### Zulassung in der EU
Für Speiseinsekten und verarbeitete Produkte aus diesen müssen die allgemeinen lebensmittelrechtlichen Vorschriften eingehalten werden und vor dem ersten Inverkehrbringen vom Lebensmittelunternehmer geprüft werden, ob es sich um ein neuartiges Lebensmittel im Sinne der seit 1. Januar 2018 gültigen Novel-Food-Verordnung (Verordnung über neuartige Lebensmittel) handelt. Unter diese Verordnung fallen Lebensmittel, die aus ganzen Tieren oder deren Teilen bestehen oder daraus isoliert oder erzeugt wurden, sofern die aus diesen Tieren gewonnenen Lebensmittel eine Verwendungsgeschichte als sicheres Lebensmittel in der EU haben. Für Insekten und verarbeitete Produkte aus oder mit Insekten muss demnach ein Genehmigungsantrag bei der Europäischen Kommission gestellt werden. In der Positiv-Liste zugelassener neuartiger Lebensmittel (sogenannte Unionsliste) sind (mit Stand Januar 2023) drei Insektenarten in verschiedenen Darreichungsformen enthalten.
Für die Prüfung der Sicherheit ist die Europäische Behörde für Lebensmittelsicherheit (EFSA) zuständig. Im März 2020 lagen der für die Zulassung zuständigen Europäischen Kommission beziehungsweise der EFSA elf Anträge für Insektenarten und -produkte vor.
Folgende Sicherheitsbewertungen (und anschließende Zulassungen) erfolgten daraufhin bislang in der EU:
- Am 13. Januar 2021 veröffentlichte die EFSA eine erste Risikobewertung zu Speiseinsekten, in der sie den Verzehr von Mehlwürmern durch den Menschen als unbedenklich einschätzte, sowohl als ganzes getrocknetes Insekt als auch in Pulverform.[42][43][44] Am 3. Mai 2021 bestätigten die EU-Staaten gegenüber der EU-Kommission eine Zulassung.[45][46] Diese erhielt mit Veröffentlichung der Durchführungsverordnung 2021/882 der Kommission vom 1. Juni 2021 ihre Gültigkeit.[4]
- Am 2. Juli 2021 folgte eine zweite Bewertung der EFSA mit Blick auf Wanderheuschrecken, in der sie für gefrorene, getrocknete oder gemahlene Wanderheuschrecken keine Sicherheitsbedenken für die Allgemeinbevölkerung feststellte.[47] Am 12. November 2021 bestätigen die Mitgliedstaaten gegenüber der EU-Kommission eine Zulassung von Wanderheuschrecken als Lebensmittel. Am 15. November 2021 veröffentlichte die EU-Kommission die entsprechende Durchführungsverordnung (2021/1975).[48][49]
- Am 17. August 2021 erfolgte eine dritte Bewertung der EFSA, die den Verzehr von Hausgrillen in gefrorenem oder getrockneter Verarbeitung als gesundheitlich unbedenklich einstufte.[50] Am 11. Februar 2022 erfolgte mit Veröffentlichung der Durchführungsverordnung 2022/188 eine erste Zulassung in der EU.[8] Im Januar 2023 folgte mit der Durchführungsverordnung 2023/5 eine weitere Zulassung für Hausgrillen, in Form von teilweise entfettetem Pulver.[10]
- Am 4. Juli 2022 veröffentlichte die EFSA eine Stellungnahme, die die Sicherheit von gefrorenen und gefriergetrockneten Larven des Glänzendschwarzen Getreideschimmelkäfers (Alphitobius diaperinus), auch Buffalowürmer genannt, für den menschlichen Verzehr bestätigt.[51] Am 6. Januar 2023 erfolgte mit der Veröffentlichung der Durchführungsverordnung 2023/58 die Zulassung in der EU.[11]

Für Lebensmittel aus anderen Insektenarten, die sich vor 2019 bereits auf dem Markt befanden und für die bis Anfang 2019 ein Antrag auf Zulassung gestellt wurde, gilt eine Übergangsfrist. Sie dürfen bis zu einer Entscheidung über den jeweiligen Antrag (weiter) in Verkehr gebracht werden. Das betrifft (mit Stand Januar 2023) noch Kurzflügelgrillen (Gryllodes sigillatus), Larven der Schwarzen Soldatenfliege (Hermetia illucens) und männliche Larven der Europäischen Honigbiene (Apis mellifera).
Das Bundesamt für Verbraucherschutz und Lebensmittelsicherheit rät, dass gegebenenfalls vor dem ersten Inverkehrbringen mit den zuständigen Lebensmittelüberwachungsbehörden der Länder Kontakt aufgenommen werden sollte.

### Zulassung in der Schweiz
Das Bundesamt für Lebensmittelsicherheit und Veterinärwesen (BLV) der Schweiz legt fest, wie Insektenarten vor der Abgabe behandelt werden müssen und unter welchen Bedingungen sie vermarktet werden dürfen.
Weitere Insektenarten können nur dann als Lebensmittel vermarktet werden, wenn sie zuvor vom BLV bewilligt wurden. Dafür muss ein Gesuchsteller bestimmte Unterlagen einreichen, die unter anderem die Sicherheit der Insekten für den menschlichen Verzehr belegen.

### Gesundheitliche Risiken und allergisches Potenzial
Bei Personen, die eine Lebensmittelallergie auf Krebstiere und Hausstaubmilben aufweisen, könnte der Verzehr von Insekten-Lebensmitteln entsprechende allergische Reaktionen wie bspw. das Kribbeln oder Anschwellen der Schleimhaut im Rachen bis zum anaphylaktischen Schock hervorrufen. Auslöser sind Tropomyosine. In einer Mitteilung aus dem Juni 2023 gibt das deutsche Bundesinstitut für Risikobewertung jedoch an, dass bisher nur wenige Fälle von allergischen Reaktionen nach dem Verzehr von Insekten-Lebensmitteln bekannt seien und schwere allergische Reaktionen ihm in Deutschland bislang nicht bekannt seien. Zu berücksichtigen sei dabei, dass der Konsum von Insekten-Lebensmitteln in Europa bisher noch selten sei und es hierzu kaum Zahlen gebe.
Beim Verzehr von nicht hygienisch gezüchteten Insekten können Viren, Bakterien oder Parasiten Krankheitsüberträger werden.
Außerdem warnt die Tierschutzorganisation Peta vor Fungiziden und Antibiotika die bei der Massentierhaltung eingesetzt werden.